# Ermewa
Ermewa es una empresa propiedad de Deutsche Gesellschaft für Wertpapiersparen (DWS) y Caisse de dépôt et placement du Québec (CDPQ) con sede en Levallois-Perret, Francia. Su actividad se centra en el alquiler y arrendamiento financiero de material rodante ferroviario, especialmente material remolcado.

## Historia
Fue fundada en 1956 para transportar vino en vagones. Tras sucesivas adquisiciones de empresas y material, como la flota de vagones de Deutsche Reichsbahn en 1991, vendió un 10% de su capital a SNCF en 1992, aumentando esa participación al 33,2% en 1998; al 45% en 1999; y al 100% en 2010. Posteriormente, en 2021, SNCF vende la empresa al consorcio formado por DWS y CDPQ.